# Гори (Ирска)
Гори (енгл. Gorey, ир. Guaire) је град у Републици Ирској, у југоисточном делу државе. Град је у саставу округа округа Вексфорд, где представља трећи по величини град и важно средиште.

## Природни услови
Град Гори се налази у југоисточном делу ирског острва и Републике Ирске и припада покрајини Ленстер. Град је удаљен 90 километара јужно од Даблина. 
Гори је смештен у брежуљкастом подручју југоисточне Ирске. Надморска висина средишњег дела града је око 50 метара.
Клима: Клима у Горију је умерено континентална са изразитим утицајем Атлантика и Голфске струје. Стога град одликује блага и веома променљива клима.

## Историја
Подручје Горија било је насељено већ у време праисторије. Дато подручје је освојено од стране енглеских Нормана у крајем 12. века.
Гори је од 1921. године у саставу Републике Ирске. Опоравак града започео је тек последњих деценија, када је Балина поново забележила нагли развој и раст.

## Становништво
Према последњим проценама из 2011. године. Гори је имао око 4 хиљаде становника у граду и близу 10 хиљада у широј градској зони. Последњих година број становника у граду се нагло повећава.

## Збирка слика
- Главна улица Горија
- Споменик устанку из 1798. године
- Христова црква римокатоличког обреда